# Molat (vesnice)
Molat (italsky Melada) je vesnice a přímořské letovisko v Chorvatsku v Zadarské župě, spadající pod opčinu města Zadar. Nachází se na stejnojmenném ostrově a je jeho největším sídlem. V roce 2011 zde žilo celkem 107 obyvatel. V roce 1991 většinu obyvatelstva (82,45 %) tvořili Chorvati.
Jedinou sousední vesnicí je Brgulje.